# Microglanis
Microglanis ist eine Gattung von Süßwasserfischen aus der Familie der Großmaul-Antennenwelse (Pseudopimelodidae). Sie kommt in Südamerika östlich der Anden vom nördlichen Venezuela bis zum Stromgebiet des Río de la Plata vor.

## Merkmale
Microglanis-Arten haben einen relativ kurzen, am Schwanzstiel abgeflachten, schuppenlosen Körper, einen ebenso breiten wie langen Kopf und kleine Augen. Das Maul ist genau so breit wie der Kopf. Die Barteln sind kurz und erreichen nur gelegentlich den Ansatz der Brustflossen. Von anderen Großmaul-Antennenwelsen unterscheiden sich die Microglanis-Arten vor allem durch ihre geringe Größe (maximal 8 cm) und die reduzierte Seitenlinie, von der im hinteren Körperdrittel nur noch rudimentäre Kanäle und kaum sichtbare Poren vorhanden sind. Sie sind im Allgemeinen orange-braun gefärbt und mit großen dunkelbraunen Flecken gemustert. Im deutschen werden die Fische wegen dieser Färbung auch als Harlekinwelse oder Hummelwelse bezeichnet.

## Arten
Fishbase listet über 20 Arten auf. Die Gattung Microglanis stellt damit mehr als die Hälfte aller Arten der Großmaul-Antennenwelse.
- Microglanis ater Ahl, 1936
- Microglanis carlae Alcaraz, da Graça & Shibatta, 2008
- Microglanis cibelae Malabarba & Mahler, 1998
- Microglanis cottoides (Boulenger, 1891)
- Microglanis eurystoma Malabarba & Mahler, 1998
- Microglanis garavelloi Shibatta & Benine, 2005
- Microglanis iheringi Gomes, 1946
- Microglanis leniceae Shibatta, 2016

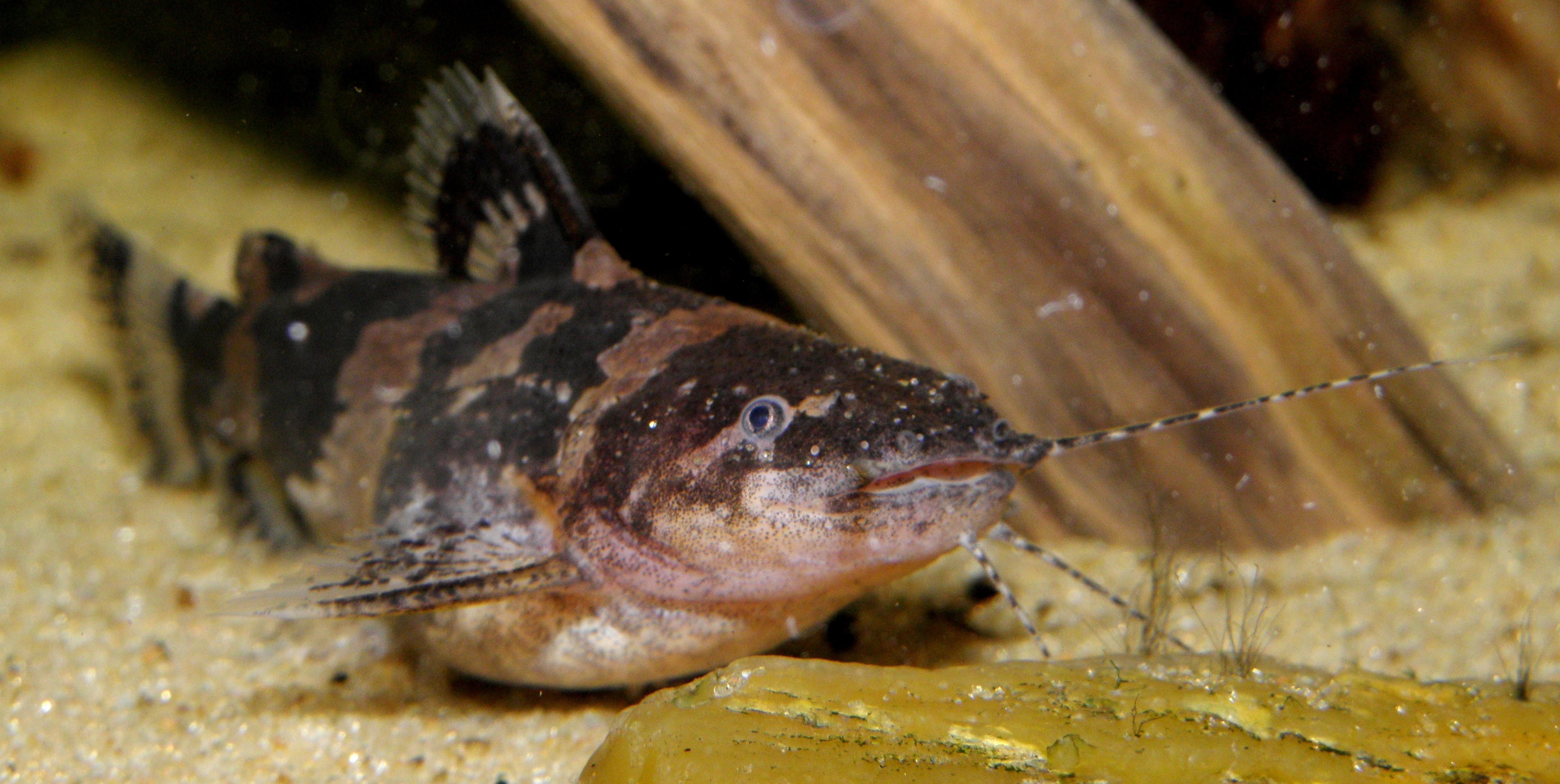
Microglanis sp.

- Microglanis leptostriatus Mori & Shibatta, 2006
- Microglanis lundbergi Jarduli & Shibatta, 2013
- Microglanis maculatus Shibatta, 2014
- Microglanis malabarbai Bertaco & Cardoso, 2005
- Microglanis nigripinnis Bizerril & Perez-Neto, 1992
- Microglanis nigrolineatus Terán et al., 2016
- Microglanis parahybae (Steindachner, 1880)
- Microglanis pataxo Sarmento-Soares, Martins-Pinheiro, Aranda & Chamon, 2006
- Microglanis pellopterygius Mees, 1978
- Microglanis pleriqueater Mattos et al., 2013
- Microglanis poecilus Eigenmann, 1912 (Typusart)
- Microglanis reikoae Ruiz, 2016
- Microglanis robustus Ruiz & Shibatta, 2010
- Microglanis secundus Mees, 1974
- Microglanis sparsus Ruiz, 2016
- Microglanis variegatus Eigenmann & Henn, 1914
- Microglanis xerente Ruiz, 2016
- Microglanis xylographicus Ruiz & Shibatta, 2011
- Microglanis zonatus Eigenmann & Allen, 1942